# Perizoma approximata
Perizoma approximata là một loài bướm đêm trong họ Geometridae.